# جايسون جيلكريست
جايسون جيلكريست (بالإنجليزية: Jason Gilchrist)‏ (17 ديسمبر 1994 في المملكة المتحدة - ) هو لاعب كرة قدم بريطاني في مركز الهجوم. لعب مع نادي أكرينغتون ستانلي ونادي بيرنلي وChester F.C. ‏ وDroylsden F.C. ‏.

## وصلات خارجية
- جايسون جيلكريست على موقع قاعدة بيانات كرة القدم.إي يو (الإنجليزية)
- جايسون جيلكريست على موقع Soccerbase.com (لاعب) (الإنجليزية)
- جايسون جيلكريست على موقع Soccerway.com (الإنجليزية)
- جايسون جيلكريست على موقع AS.com (الإسبانية)